# SH3PXD2A
SH3PXD2A‏ (SH3 and PX domains 2A) هوَ بروتين يُشَفر بواسطة جين SH3PXD2A في الإنسان.